# Canthon dentiger
Canthon dentiger là một loài bọ cánh cứng trong họ Bọ hung (Scarabaeidae).